# Fritz Ahlgrensson
Fritz Ahlgrensson, August Fredrik Ahlgrensson, född 31 januari 1838 i Stockholm, död 26 oktober 1902 i Stockholm, var en svensk dekorationsmålare,  tecknare och sångtextförfattare. Han var gift med skådespelaren Hilma Konstantia Hermansson och far till Björn Ahlgrensson samt Inga Salwén. Fritz Ahlgrensson var son till kryddkramhandlaren och stadsmäklaren i Stockholm F. W. Ahlgrensson och hans maka, född Roberg.

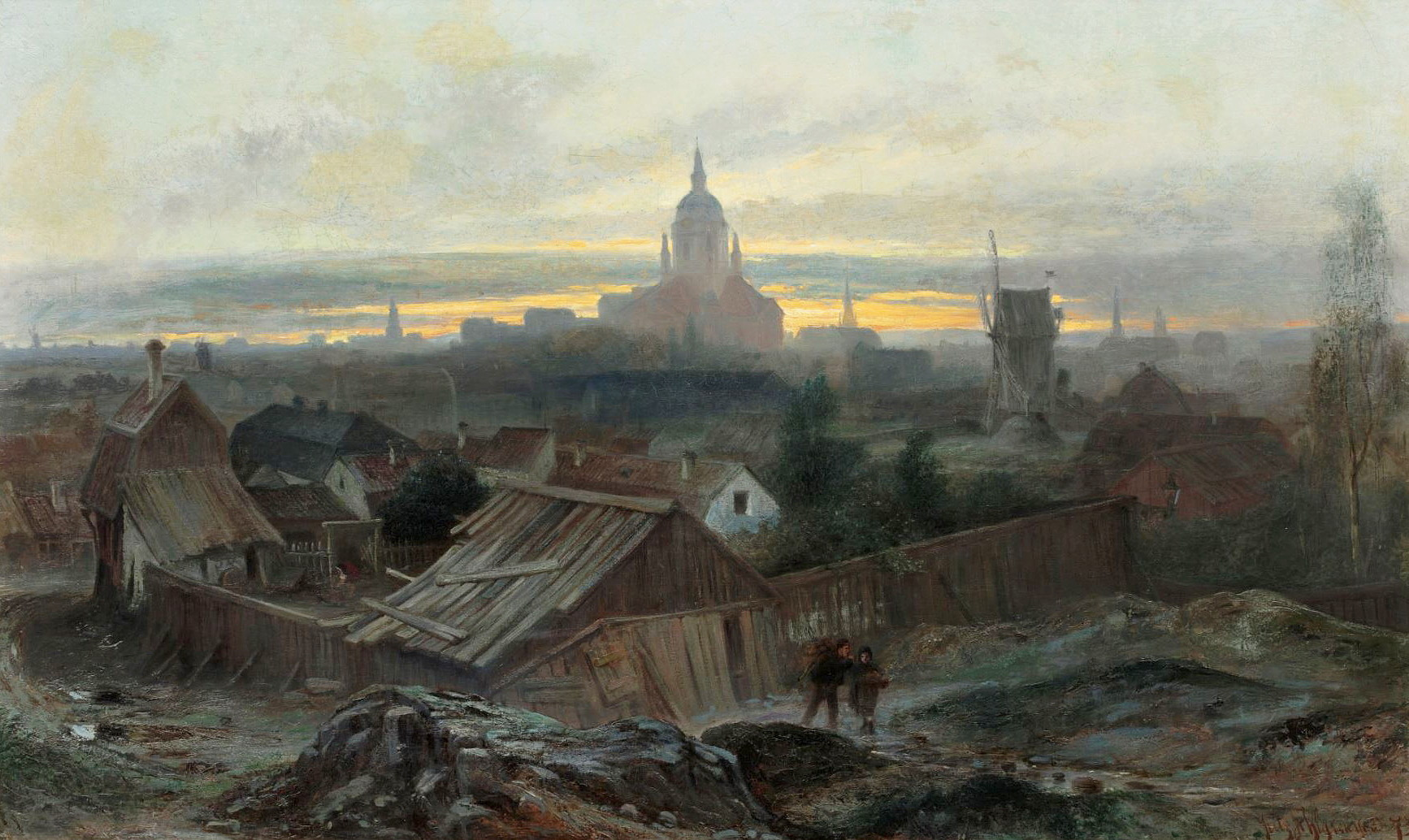
Utsikt från Vita bergen, 1873.

## Biografi
Fritz Ahlgrensson studerade för professor Fredric Westin och dekorationsmålaren Emil Roberg. Därefter företog han en resa till Paris och Wien för att studera teatermåleri. Han blev elev vid Kungliga teaterns dekorationsverkstad i Stockholm 1856 och tillförordnad dekorationsmålare 1858 under Emil Robergs sjukdom. När Roberg avled 1859, blev han teaterns ledande dekoratör. Han lämnade teatern 1868 för att tillsammans med regissören Ludvig Josephson leda Mindre teatern; efter ett år tvingades teatern lägga ner verksamheten och Ahlgrensson sökte sig till Det Kongelige Teater i Köpenhamn där han arbetade fram till 1871.
Han återvände till Kungliga teatern i Stockholm 1871-74 för att därefter arbeta vid Det Kongelige Teater fram 1877, då en schism med teaterledningen tvingade honom att sluta. Han flyttade till Paris, men återvände till Sverige 1883, först till Stora Teatern, Göteborg. Redan hösten samma år flyttade han till Stockholm. Han räknades som Sveriges främste dekorationsmålare under 1800-talet. Som tecknare utgav han böckerna Krafs 1872 och 1873 samt teckningar och karikatyrteckningar för tidningar och andra publikationer. Han blev ledamot av Konstakademien 1872. Hans verk finns representerade på Nationalmuseum, Göteborgs museum, Stadsmuseet i Stockholm, Uppsala universitetsbibliotek, Norrköpings Konstmuseum och på Scenkonstmuseet.
Han tilldelades Litteris et Artibus 1864.